# Rytigynia hirsutiflora
Rytigynia hirsutiflora är en måreväxtart som beskrevs av Bernard Verdcourt. Rytigynia hirsutiflora ingår i släktet Rytigynia och familjen måreväxter. IUCN kategoriserar arten globalt som sårbar. Inga underarter finns listade i Catalogue of Life.